# Slime City
Slime City è un film commedia dell'orrore del 1988 diretto da Gregory Lamberson. È un esempio del sottogenere melt movie. Nel 2009 lo stesso Lamberson ha realizzato il sequel Slime City Massacre.

## Trama
Alex affitta un appartamento dall'anziana Lizzy. Conosce poi i due amichevoli vicini Roman e Nicole: Roman lo invita a mangiare una strana sostanza verde, lo "yogurth himalayano", preparato da Lizzy, e una crema alla menta, preparata da Zachary, padre di Lizzy, un alchimista morto tempo prima. Poco dopo Nicole gli si getta fra le braccia. Il giorno dopo, Alex si sveglia ricoperto di una melma disgustosa, e scopre che, per tornare normale, deve uccidere un essere umano. È un ciclo inesorabile: il corpo di Alex comincia periodicamente a liquefarsi e lui è costretto a compiere un omicidio per tornare integro. La cosa porta anche al deterioramento del rapporto con Lori, la ragazza di Alex che dovrebbe trasferirsi da lui. Alex scopre che la sua trasformazione è dovuta a una maledizione: si tratta dello spirito di Zachary che tenta di impossessarsi di lui. Alex si riconcilia con Lori e tenta di liberarsi della maledizione, ma è troppo tardi: Zachary si impossessa definitivamente di Alex e Lori è costretta a farlo a pezzi per distruggere il mostro.